# Thubten Gyatsho
Thubten Gyatsho (tibetansko ཐུབ་བསྟན་རྒྱ་མཚོ་), tibetanski budistični menih in 13. dalajlama, * 12. februar 1876, Thakpo Langdun, provinca Ü-Tsang, Tibet, † 17. december 1933 Lasa, Tibet, Ljudska republika Kitajska.
Leta 1878 je bil Thubten Gyatsho priznan v budističnem svetu kot reinkarnacija dvanajstega dalajlame.
Thubten Gyatsho je bil eden izmed vodilnih reformistov, ki se je izkazal tudi kot spreten politik. Odgovoren je bil za odpor proti angleški ekspediciji v Tibet in povrnitvi discipline v meniško življenje. Povečal je tudi število sekularnih uradnikov, ki niso imeli specifičnega znanja o delovanju državnega sistema, s čimer je omejil moč, ki so jo do tedaj imeli v svojih rokah menihi.

## Družina
Trinajsti dalajlama je bil rojen v vasi Thakpo Langdun, ki je od glavnega mesta Lhase oddaljen približno dan vožnje proti jugovzhodu. Rojen je bil Junija 1876 v kmečki družini v provinci Tak-po, staršema Kunga Rinchenu and Lobsang Dolmi.
Po prepoznanju je nasledil umrlega 12. dalajlamo Trinleya Gjatsa in postal trinajsti dalajlama. Iz domače vasi so ga verski veljaki pospremili v Laso, ki je že od sedemnajstega stoletja versko in administrativno središče Tibeta. Tedanji 8. pančenlama, Tenpai Vangčuk mu je podelil začetne zakramente. Leta 1879 je bil Thubten okronan v palači Potala, ampak svoje politične moči ni dobil do leta 1895, ko je postal polnoleten.

## Vzpon na oblast
Leta 1895 je Thubten Gyatsho prevzel oblast in zmanjšal moč samostanom, ki so prej vladali Tibetu. Doživel je tudi dva obdobja izgnanstva med letoma 1904-1909 in 1910-1913. Leta 1904 je bil primoran zapustiti državo zaradi vdora Britancev iz indijske podceline, leta 1910, pa zaradi kitajske invazije. Štejemo ga med prvega dalajlamo, ki se je začel zavedati pomembnosti mednarodnih odnosov. Ob prvem vdoru je dalajlami, ki ga je spremljalo šest ministrov in manjša spremljevalna skupina, uspelo pobegniti preko prelaza Jelep La v indijski Sikim ter nato v Dardžiling. Tam so ostali skoraj dve leti. V tem obdobju ga je v Kalkuto povabil generalni guverner Indije 4. grof Minto, ki je pomagal obnoviti dobre odnose med dalajlamo in Britanci.
Thubten Gyatsho se je iz Darjeelinga v Lhaso vrnil januarja 1913 v družbi svojega zaupnika, diplomata in pomembne vojaške figure Tsaronga Dzase. Tam sta prebivala v času izgnanstva. Nova kitajska republikanska vlada se je opravičila za dejanja dinastije Čing ter dalajlami njegovo predhodno vlogo v državi. Dalajlama za kakršnokoli delovanje v povezavi s Kitajsko ni kazal zanimanja, kar je tudi jasno poudaril. Raje je prevzel vlogo duhovnega in političnega vodje Tibeta.
Po povratku iz izgnanstva leta 1913, je Thubten Gyatsho prevzel vajeti tibetanskih mednarodnih odnosov v svoje roke in začel komunikacijo s političnimi sosedi. Tako je onemogočal vmešavanje kašaga ali parlamenta. Thubten Gyatsho je neodvisnost od Kitajske razglasil trinajstega februarja leta 1913, potem ko je tri leta preživel v izgnanstvu v Indiji. Nato je standardiziral tibetansko zastavo v obliko, kot jo poznamo še danes. Konec leta 1912 so bili predstavljene prve tibetanske poštne znamke in bankovci.
Thubten Gyatsho je leta 1913 tudi dal sezidati medicinsko fakulteto, ki je stala na mestu, kjer je prej stala porevolucionarna tradicionalna bolnišnica blizu Jokanga. Uvedel je tudi zakonodajo, ki je bila namenjena zmanjševanju korupcije med uradniki. Uvedel je tudi davčni sistem in policijo. Reforme je vpeljal tudi v zaporniški sistem in tako izboljšal pogoje v zaporih. Šolstvo je razdelil na dve veji in na tak način ločil vero in državo tudi v šolah. Thubten Gyatsho je štiri učence poslal v Anglijo z namenom, da tam študirajo, hkrati pa je tudi sam sprejemal tujce med drugim tudi Japonce, Angleže in Američane.
Posledica potovanj in povezav z drugimi državami in njihovimi predstavniki, je dalajlama začel kazati interes v mednarodne zadeve ter v domačo državo prinesel elektriko, telefon in prvi avto. Kljub temu je proti koncu svojega življenja leta 1933 napovedal, da bo Tibet ostal izoliran od zunanjega sveta.
Leta 1930 je tibetanska vojska napadla Šikang in Činghaj, kar je bil uvod v začetek in tudi hiter konec sino-tibetanske vojne. Leta 1932 sta vojski muslimanske province Činghaj in han-kitajske Sečuan  pod poveljem Kitajskega muslimanskega generala Ma Bufanga in generala Liua Wenhuia porazila tibetansko vojsko. Ma Bufang je ponovno zavzel več držav v provinci Šikang. Tibetance so potisnili na drugi konec reke Džinša. Ma in Liu sta tibetanske uradnike opozorila, naj si ne drznejo zopet prečkati reke. Ma Bufang je Tibetance dokončno porazil pri Danu Čokorgonu. Več tibetanskih generalov se je predalo, zato jim je dalajlama odvzel nazive. Do avgusta so Tibetanci izgubili toliko ozemlja, da je dalajlama bil prisiljen zaprositi tedanjo britansko vlado Indije za pomoč. Britanski pritisk je bil močan, zato sta leta 1933 Ma in Liu podpisala premirje s Tibetanci.

## Prerokba in smrt
»Zelo kmalu bo na tej zemlji (s harmonično mešanico religije in politike) prišlo do varljivih dogodkov odznotraj in odzunaj. Če si v tistem času ne bomo upali braniti svojega ozemlje, bodo naše duhovne osebe vključujoč Očeta in Sina (Dalajlamo in Pancčenlamo) izbrisane brez sledu, lastnina in avtoriteta Lakangov ( rezidenca reinkarniranih lam) in menihov, pa bo odvzeta. Naš politični sistem, ki so ga razvili trije veliki Dharma kralji (Songcen Gampo, Songdetsen in Ralpačen) bo bil izbrisan brez ostankov. Lastnina vseh ljudi, bogatih in revnih, bo zaplenjena in ljudje bodo postali sužnji. Vsa živa bitja bodo primorana trpeti neskončne dni trpljenja in bodo trpeli v strahu. Tak čas bo prišel.«
20 let kasneje je kitajska invazija Tibeta pripeljala do večinske uresničitve dane prerokbe. Med tako imenovanim Velikim kitajskim skokom naprej, je umrlo približno 200 000 do 1 000 000 tibetancev. Približno 6000 svetišč je bilo uničenih v času kulturne revolucije, s čimer so uničili tudi večino zgodovinske tibetanske arhitekture.

## Povezava z Agvanom Doržijevom
Agvan Doržijev (1854 -1938) je bil mongolskih korenin iz ljudstva Burjatov in ruski državljan. Rojen je bil v vasi Kara-Šibir blizu Ulan Udeja, vzhodno od Bajkalskega jezera. Dom je zapustil leta 1873, ko je bil star 19 let, z namenom študija v gelagupškem samostanu, blizu Lhase. Uspešno je zaključil verske študije ter nato nadaljeval z izobraževanjem. Pridobil si je t.i. doktorat budistične filozofije, kasneje pa je postal še t.i. mojster budistične filozofije. Postal je učitelj in partner debatiranja mlademu dalajlami, s katerim sta postala prijatelja. Kasneje je opravljal službo dalajlamovega odposlanca v Rusiji.